# Burgruine Rotenberg
Die Burgruine Rotenberg oder Burg Rotenberg, franz. Château de Rougemont ist die Ruine einer Höhenburg bei Rougemont-le-Château im Territoire de Belfort auf einem Plateau am Südfuß der Vogesen im Sundgau.

## Geschichte
Die Burg wurde von den Grafen von Pfirt erbaut und kam nach Erlöschen dieser 1324 an die Habsburger. Mit dem Tod Johann IV. (Habsburg-Laufenburg) kam die Herrschaft Rotenberg und Burg an die Grafen von Sulz. Die Burg wurde um 1375 vermutlich durch Truppen des Enguerrand VII. de Coucy zerstört.

## Restaurierungen und Ausgrabungen
1977 wurde die gesamte Anlage archäologisch ausgegraben, die Funde sind im Museum in Belfort ausgestellt. Die Ruinen sind frei zugänglich, sie steht seit 1996 unter Denkmalschutz.